# Amphiura atlantidea
Amphiura atlantidea är en ormstjärneart som beskrevs av Madsen 1970. Amphiura atlantidea ingår i släktet Amphiura och familjen trådormstjärnor. Inga underarter finns listade i Catalogue of Life.